# Bidasoa
De Bidasoa (Spaanse en Baskische spelling; Frans: Bidassoa) is een rivier in Spanje, die de laatste tien kilometer de grens vormt tussen Frankrijk en Spanje.
De rivier ontstaat in de Navarrese gemeente Baztan uit verschillende bergstroompjes, en stroomt vervolgens door de streken Malerreka en Bortziri. Bij het gehucht Endarlatsa verlaat de Bidasoa Navarra en vormt de grens tussen de Baskische provincie Gipuzkoa en het Franse departement Pyrénées-Atlantiques. In dit laatste gedeelte ligt het zeer kleine Fazanteneiland, een condominium van Frankrijk en Spanje.
Het laatste deel van de Bidasoa, tussen de Franse gemeente Hendaye en de Spaanse gemeente Hondarribia, heet Baai van Txingudi. Aan de Spaanse kant van deze baai ligt de luchthaven van San Sebastian, waarvan de startbaan ligt op een opgespoten stuk land in de baai. Na de Baai van Txingudi mondt de Bidasoa uit in de Atlantische Oceaan (Golf van Biskaje), in de Baai van Figuier/Higuer.
- Biblioteca Nacional de España: XX455309
- Gemeinsame Normdatei: 7532415-5
- Virtual International Authority File: 1643159035159701380003